# Mudaria
Mudaria is een geslacht van vlinders van de familie van de uilen (Noctuidae).

## Soorten
- Mudaria albonotata (Hampson, 1893)
- Mudaria arida (Rothschild, 1913)
- Mudaria arnaudmaederi Ronkay, Ronkay, Pekarsky & Landry, 2023
- Mudaria bogdanpopescui Ronkay, Ronkay, Pekarsky & Landry, 2023
- Mudaria batesoni (Holloway, 1976)
- Mudaria carstenhviidi Ronkay, Ronkay & Pekarsky, 2022
- Mudaria cornifrons Moore, 1893
- Mudaria fisherae A. E. Prout, 1928
- Mudaria geminata (Gaede, 1930)
- Mudaria gigas (Holloway, 1982)
- Mudaria grisescens Pellinen, Mutanen & Sihvonen, 2018
- Mudaria helenetrudelae Ronkay, Ronkay, Pekarsky & Landry, 2023
- Mudaria leprosa (Hampson, 1898)
- Mudaria leprosticta (Hampson, 1907)
- Mudaria luteileprosa Holloway, 1989
- Mudaria magniplaga (Walker, 1858)
- Mudaria major (Warren, 1914)
- Mudaria minor (Holloway, 1982)
- Mudaria minoroides Holloway, 1989
- Mudaria nubes (Kobes, 1982)
- Mudaria pellineni Ronkay, Ronkay & Pekarsky, 2022
- Mudaria rudolfi (Kobes, 1982)
- Mudaria solidata (Warren, 1914)
- Mudaria stahlgretschae Ronkay, Ronkay, Pekarsky & Landry, 2023
- Mudaria svitlana Ronkay, Ronkay & Pekarsky, 2022
- Mudaria szalkayjozsefi Ronkay, Ronkay & Pekarsky, 2023
- Mudaria tayi (Holloway, 1976)
- Mudaria turbata (Walker, 1858)
- Mudaria vallottoni Ronkay, Ronkay, Pekarsky & Landry, 2023
- Mudaria variabilis Roepke, 1916
- Mudaria wallacea (Holloway, 1982)